# Тула (Италия)
 Тази статия е за селото в Сардиния.  За града в Русия вижте Тула.  
Ту̀ла (на италиански и на сардински: Tula) е село и община в Южна Италия, провинция Сасари, автономен регион и остров Сардиния. Разположено е на 275 m надморска височина. Населението на общината е 1611 души (към 2010 г.).